# Cumia (Italië)
Cumìa is een plaats (frazione) in de Italiaanse gemeente Messina.